# Gazeta Żydowska
Gazeta Żydowska (jid. ‏יודישע צייטונג‎) – polskojęzyczna gazeta przeznaczona dla Żydów, wydawana w Generalnym Gubernatorstwie od 23 lipca 1940 do 30 sierpnia 1942 roku. Była to jedyna legalna i koncesjonowana przez Niemców gazeta przeznaczona dla ludności żydowskiej GG, uważana jest za przykład prasy gadzinowej.
Drugą legalną gazetą żydowską wydawaną w okupowanej Polsce było pismo „Getto-Cajtung. Far Informacje, Farordenungen un Bakantmachungen”, wydawane przez Judenrat getta łódzkiego.

## Historia
Siedziba redakcji znajdowała się w Krakowie, przy ulicy Dietla 49, biura gazety działały także w Warszawie, Częstochowie, Lublinie, Radomiu i Kielcach. Gazeta została założona z inicjatywy władz okupacyjnych. Według stopki redakcyjnej wydawcą pisma była Spółka z ograniczoną odpowiedzialnością „Gazeta Żydowska”, faktycznym wydawcą był jednak Wydział Prasy Urzędu dla Oświaty Ludu i Propagandy. Gazeta uznawana była za gazetę gadzinową, m.in. Emanuel Ringelblum określał ją mianem „hitlerowskiego szmatławca”.
Pierwszy numer gazety ukazał się 23 lipca 1940 roku w Krakowie. Planowano, aby gazeta była dziennikiem. Początkowo pismo ukazywało się dwa razy w tygodniu: we wtorki i piątki. Od lipca 1941 roku gazeta ukazywała się trzy razy w tygodniu: w poniedziałki, środy i piątki. Gazeta drukowana była w krakowskiej Drukarni Polskiej. Na ostatnim numerze gazety przechowywanym w zbiorach Biblioteki Narodowej znajduje się wykonany ołówkiem dopisek, mówiący o tym, że nakład pisma wynosił 6500 egzemplarzy. Gazeta wydawana była w formacie 42 × 29 cm, a jej objętość mieściła się w granicach 4–16 kolumn. Cena gazety wynosiła od 20 do 30 groszy.
Redaktorem naczelnym gazety był żydowski publicysta Fritz Seifert. Dziennikarze publikujący w gazecie podpisali się jedynie inicjałami, do współpracowników gazety należeli m.in. Herman Czerwiński (wcześniej „Przegląd Codzienny” i „Opinia”), Edmund Stein, Mordechaj Rogowoj (wcześniej „Jidisze Togblat”), Szaul Stupnicki („Lubliner Togblat” i „Der Moment”), Hillel Seidman („Jidisze Togblat” i „Der Moment”), Szulim Rozenfeld. Oprócz nich w gazecie publikowali także dziennikarze debiutujący: Marcel Reich oraz Guta Ejzencwajg i Elsa Grossman. Według niektórych źródeł redaktorem naczelnym był niejaki Langer vel Langier, a wśród współpracowników pisma byli także Majer Bałaban i Jehuda Warszawiak.
W artykułach publikowanych na łamach „Gazety Żydowskiej” getto ukazane jest jako żydowskie państwo posiadającę w pewnym stopniu autonomię, na łamach pisma nie wspomina się Niemców, czasem jedynie używa się wobec nich określenia „władze”. Przez dziennikarzy pisma szeroko stosowane były peryfrazy, m.in. przesiedlenia określane są „fluktuacją mieszkańców”, a kary śmierci „przykrymi konsekwencjami”. Na łamach gazety publikowano m.in. sprawozdania z codziennych zdarzeń w getcie oraz doniesienia z gett żydowskich w okupowanej Polsce, w większości były to sprawozdania z działalności Żydowskiej Samopomocy Społecznej, zdarzały się jednak sporadycznie doniesienia m.in. z Będzina lub Sosnowca. Najobszerniejsze miejsce w doniesieniach poświęcano informacjom z getta warszawskiego. Prowadzono także rubrykę poświęconą drobnym ogłoszeniom i nekrologom, głównymi treściami gazety były jednak m.in. przedruki powieści, programy teatralne, rozważania biblijne i artykuły wspomnieniowe. Publikowano również apele dotyczące działalności dobroczynnej i samopomocowej.
Ostatni numer gazety ukazał się 30 sierpnia 1942 roku.